# Aarveld
Aarveld is een buurt in de wijk Aarveld-Bekkerveld in de Nederlandse gemeente Heerlen. De buurt ligt ten zuidwesten van het stadscentrum. Aan de westzijde wordt de buurt begrensd door de Provinciale weg 281, aan de noordzijde door de Welterlaan, aan de oostzijde door de Benzenraderweg en in het zuiden door de Tacitusstraat, ter hoogte van Sportpark Aarveld.
In het noorden ligt de buurt Lindeveld, in het oosten de buurt Bekkerveld, in het zuiden de buurt Douve Weien en in het westen Welten-Dorp.
Stadsdelen: Heerlerbaan · Heerlerheide · Heerlen-Stad · Hoensbroek

Wijken: Aarveld-Bekkerveld · De Beitel · Caumerveld-Douve Weien · Eikenderveld · Heerlen-Centrum · Heerlerbaan-Oost · Heerlerbaan-West · Passart · De Hei · Heksenberg · Hoensbroek-De Dem · De Koumen · Maria-Gewanden-Terschuren · Mariarade · Meezenbroek-Schaesbergerveld · Molenberg · Nieuw Lotbroek · Rennemig-Beersdal · Schandelen-Grasbroek · Vrieheide-De Stack · Welten-Benzenrade · Woonboulevard-Ten Esschen · Zeswegen-Nieuw Husken

Buurtschappen en gehuchten: De Euren · Heihoven · Imstenrade · Schurenberg · Terschuren

Limburg: Steden en dorpen      Nederland: Provincies · Gemeenten